# راکی مارسیانو
روکو فرانسیس مارچگیانو (به انگلیسی: Rocco Francis Marchegiano) ‏(زادهٔ ۱ سپتامبر ۱۹۲۳ – درگذشتهٔ ۳۱ اوت ۱۹۶۹) که بیشتر با نام روکی مارجیانو (به انگلیسی: Rocky Marciano) شناخته‌شد، بوکسور حرفه‌ای آمریکایی بود که بین سال‌های ۱۹۴۷ تا ۱۹۵۵ به رقابت می‌پرداخت. او قهرمان سنگین‌وزن بوکس جهان بود و شش بار متوالی در طول چهار سال از عنوان قهرمانی خود در مقابل بوکسورهایی از جمله جرسی جو والکات، رولاند لا استارزا، آزارد چارلز و آرچی مور دفاع کرد. مارسیانو به عنوان تنها بوکسور سنگین‌وزن شکست‌ناپذیر در رقابت‌های حرفه‌ای بوکس از دنیای قهرمانی کناره‌گیری کرد.
او به سبک مبارزات بی‌امان، قدرت بسیار مشتهایش، استقامت و فک قوی مشهور بود، در حال حاضر توسط BoxRec به عنوان پنجمین بوکسور بزرگ سنگین‌وزن تاریخ درج شده است. درصد ناک اوت به برد او ۸۷٫۷۶٪ یکی از بالاترین ضرایب در تاریخ بوکس سنگین‌وزن است. سبک بوکس مارسیانو سوار مر بود
در مسابقهٔ «جرسی جو والکات» در برابر راکی مارسیانو راکی در آن مسابقه تا راند سیزدهم از نظر امتیازی بسیار عقب بود، اما در راند سیزده با ضربه دست راست که گفته می‌شد این ضربه هر کسی را نقش بر زمین می‌کرد؛ والکات را ناک اوت کرد و قهرمان جهان شد.فیلم بیوگرافی در مورد راکی گرانزیانو در سال ۱۹۵۶ توسط کارگردان رابرت وایز با بازی پل نیومن در نقش راکی با عنوان یکی آن بالا مرا دوست دارد (somebody up there likes me) ساخته شده است.

## اوایل زندگی
او فرزند پیرینو مارچگیانو (به انگلیسی: Pierino Marchegiano) و پاسکالینا پیکیوتو (به انگلیسی: Pasqualina Picciuto)، در جنوب بروکتون ماساچوست بزرگ شد. هر دو والدین وی از ایتالیا مهاجر بودند. پدر وی اهل ریپا تیاتینای آبروزو(Ripa Teatina,Abruzzo)بود، در حالی که مادرش اهل سن بارتولومئو در گالدو، کامپانیا (San Bartolomeo in Galdo, Campania) بود. روکی دو برادر داشت، لوئیس (با نام مستعار سونی) و پیتر و همچنین سه خواهر به نام‌های آلیس، کنکتا و الیزابت. هنگامی که مارسیانو حدود ۱۸ ماهه بود مبتلا به سینه پهلو شد که او را تا پای مرگ برد.
در جوانی، او با تجهیزات دست‌ساز خانگی وزنه‌برداری کار می‌کرد (بعدها در زندگیش مشتری چارلز اطلس بود) و از یک کیسه پستی پر شده به عنوان یک کیسه سنگین استفاده کرد که از یک درخت در حیاط پشتی شان آویزان بود. او در دبیرستان براکتون درس خواند، جایی که هم بیس بال و هم فوتبال بازی می‌کرد. با این حال او از تیم بیس بال مدرسه به دلیل پیوستن به لیگ کلیسا جدا شد. او قانون مدرسه را نقض کرده بود، قانونی که بازیکنان را از پیوستن به تیم‌های دیگر منع می‌کرد. روکی پس از پایان کلاس دهم، ترک تحصیل کرد.
سپس مارچیانو به عنوان کارگر در کامیون‌های حمل یخ و زغال سنگ براکتون مشغول به کار شد. او همچنین به عنوان کارگر گود بردار راه‌آهن و کارگر کفاش کار می‌کرد. او ساکن هانسون، ماساچوست بود. خانه ای که او در آن زندگی می‌کرد هنوز در خیابان اصلی پابرجاست.
در مارس ۱۹۴۳، مارچیانو برای مدت دو سال در ارتش آمریکا خدمت کرد. وی که در سوانسی ولز(Swansea, Wales) مستقر شده بود، به حمل و نقل کشتی در کانال انگلیسی به نرماندی کمک کرد. پس از پایان جنگ، وی دوره خدمت خود را در مارس ۱۹۴۶ در فورت لوئیس واشینگتن به پایان رساند.

## دوره آماتور
رکورد مارسیانو در دوره آماتور ۸ برد در مقابل ۴ باخت بود. مارسیانو در زمان جنگ نماینده ارتش شد و در مسابقات بوکس نیروهای مسلح آماتور در سال ۱۹۴۶ پیروز شد. دوره آماتور او به‌طور خلاصه در ۱۷ مارس ۱۹۴۷ زمانی که مارچیانو به عنوان یک رقیب حرفه ای در ولی آرنا گاردنز (Valley Arena Gardens) در هولی اوک ماساچوست (Holyoke, Massachusetts)، وارد رینگ شد و با عنوان "راکی مکیاننو از وستوور فیلد" "Rocky Mackianno of Westover Field" ثبت شد، دوران آماتوری او پایان یافت. در آن شب، او در راند سو بوکسور محلی لی اپرسون (به انگلیسی: Lee Epperson) را ناک اوت کرد. در حرکتی غیرمعمول، مارچیانو به رده آماتور بازگشت و در مسابقات قهرمانی دستکش‌های طلایی (به انگلیسی: Golden Gloves) در مارس ۱۹۴۸ جنگید. او در این مسابقه ضربات سختی از بوکسور جنجالی کولی والاس (به انگلیسی: Coley Wallace) دریافت کرد. روکی در طول بهار به عنوان یک آماتور به مبارزات خود ادامه داد و در مسابقات المپیک AAU در بوستون گاردن به رقابت پرداخت. در آنجا او جورج مک اینیس (به انگلیسی: George McInnis) را ناک اوت کرد، اما در طول مسابقه دستهایش صدمه دیده و مجبور شد از این مسابقات خارج شود. این آخرین دوره آماتور او بودو
در اواخر مارس ۱۹۴۷، مارچیانو به همراه چند نفر از دوستانش به فایتویل، کارولینای شمالی سفر کردند تا برای تیم بیس بال شیکاگو کابز(Chicago Cubs) بازی کنند. مارچیانو سه هفته تیم را ترک کر. وی پس از ناکامی در یافتن جایگاه در تیم دیگری به براکتون بازگشت و تمرین بوکس را با دوست قدیمیش آلی کلمبو (به انگلیسی: Allie Colombo) آغاز کرد. آل ویل و چیک ورگلز مدیران و چارلی گلدمن (به انگلیسی: Charley Goldman) مربی و معلم او بودند.

## دوره حرفه ای
اگرچه او یک رکورد حرفه ای در مقابل لی اپرسون (به انگلیسی: Lee Epperson) در کارنامه خود داشت، اما مارچیانو از ۱۲ ژوئیه سال ۱۹۴۸ به‌طور دائمی به عنوان یک بوکسور حرفه ای شروع به کار کرد. او در آن شب، بر هری بیلازاریان (به انگلیسی: Harry Bilazarian) غلبه کرد. او ۱۶ مسابقه اول خود را با ناک اوت حریف برنده شد(۷ مورد در راند اول و ۹ مورد قبل از راند ۵). دان موگارد (کارنامه:۱۷–۹–۱)(به انگلیسی: Don Mogard) اولین بوکسوری بود که مسیر مبارزه با او را تا آخر طی کرد (کل ۱۰ ران مسابقه) با «راک» (لقب مارچیانو) بود، اما مارچیانو با امتیازات یکجانبه ای پیروز شد.
در اوایل کار خود، گزارشگر رینگ در پروویدنس رود آیلند (Providence ,Rhode Island)، نتوانست نام او را درست تلفظ کند، بنابراین او تصمیم به تغیر تلفظ نام خانوادگی خود "Marchegiano" گرفت؛ بنابراین ال ویل مدیر مارچیانو، پیشنهاد کرد یک نام مستعار برای او انتخاب کنند. اولین پیشنهاد Rocky" Mack" بود که مارچیانو آن را رد کرد و تصمیم گرفت با اسم "مارچیانو" با تلفظ ایتالیایی اش به روی رینگ برود.
مارچیانو در ۳ مسابقه دیگر با ناک اوت به پیروزی رسید و سپس به مصاف تد لوری (کارنامه:۵۸–۴۸–۹) (به انگلیسی: Ted Lowry) رفت. مارسیانو پیروزی‌های قبلی خود را زده نگه داشت و شکست سخت یکانبه ای به لوری تحمیل کرد و او را به شدت در هم کوبید. پس از آن چهار پیروزی با ناک اوت دیگر از جمله یک مسابقه پنج راندی در ۱۹ دسامبر ۱۹۴۹ با فیل موسکاتو (کارنامه:۵۶-۲۰-۲۰) (به انگلیسی: Phil Muscato) بوکسور با تجربه سنگین‌وزنی از بوفالوی نیویورک که اولین حریف «نامدار» ی بود که مارچیانو با آن روبرو شد. سه هفته پس از این مبارزه، مارچیانو با یک ناک اوت در راند ششم، در نیویورک، کارمینه وینگو (کارنامه:۱۶-۱-۰-۰) (به انگلیسی: Carmine Vingo) را تقریباً تا حد مرگ در هم کوبید و شکست داد.

## مارچیانو در مقابل لا استارزا
در ۲۴ مارس ۱۹۵۰، مارچیانو با رولان لا استارزا (به انگلیسی: Roland La Starza) مبارزه کرد و با شمارش آرا در طول ۱۰ راند برنده شد. احتمالاً لا استارزا بیش از هر بوکسور حرفه ای دیگری به شکست دادن مارچیانو نزدیک بوده است. امتیاز طرفین ۵–۴، ۴–۵ و ۵–۵ بود. مارسیانو برمبنای سیستم امتیاز اضافی که در آن زمان در نیویورک و ماساچوست مرسوم بود، پیروز شد. رولان با سیستم امتیاز دهی، امتیاز اضافی را برای ناک اوت به دست نیاورد و مارچیانو در این مبارزه ناک اوت را به ثمر رساند. داور مسابقه «واتسون» تصمیم گرفت امتیاز این دوره را برای مارسیانو بدهد. هر دو بوکسور قبل از مبارزه ناکام بودند و امتیاز لا استارزا ۳۷–۰ بود.

## دوره‌های بعدی
قبل از بازی برگشت با لوری (;کارنامه:۶۱-۵۶-۱۰)، ۳ پیروزی دیگر با ناک اوت، به پیروزی قاطعی دست یافت بدست آورد، پس از آن، او با ناک اوت ۴ مسابقه دیگر را برنده شد. پس از غلبه بر رد اپلگیت (کارنامه:۱۱-۱۴-۲) (به انگلیسی: Red Applegate) در اواخر آوریل ۱۹۵۱، مسابقه وی با رکس لاین (کارنامه:۳۴-۱-۲) (به انگلیسی: Rex Layne) در ۱۲ ژوئیه ۱۹۵۱، برای اولین بار در تلویزیون ملی به نمایش درآمد که با در هم کوبیدن او طی شش راند به پیروزی دیگری دست یافت.
در ۲۷ اکتبر ۱۹۵۱، مارچیانوی ۲۸ ساله، بر جو لوئیس ۳۷ ساله با نتیجه ۶٫۵ بر ۵ غلبه کرد.
بعد از چهار برد دیگر، از جمله پیروزی بوکسور ۳۵ ساله لی ساوولد (کارنامه:۹۶-۳۷-۳) (به انگلیسی: Lee Savold) و هری متیوز (کارنامه:۸۱-۳-۵) (به انگلیسی: Harry Matthews)، مارچیانو با یک شلیک عنوان قهرمانی جهان را بدست آورد.

## مسابقات قهرمانی

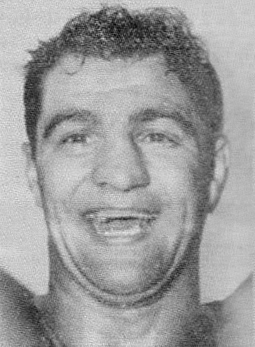
مارسیانو در ۱۹۵۴

در ۲۳ سپتامبر سال ۱۹۵۲ مارچیانوی ۲۹ ساله، با جرسی جو والکات (به انگلیسی: Jersey Joe Walcott) قهرمان ۳۸ ساله سنگین‌وزن جهان، در فیلادلفیا روبرو شد. والکات در راند اول مارچیانو را به گوشه برد و به‌طور پیوسته امتیاز گرفت. در راند سیزدهم، والکات با یک هوک راست قدرتمند به زانو نشست و روی طناب‌ها افتاد. او تا مدتی بعد از شمارش بی حرکت دراز کشید و مارچیانو قهرمان جدید سنگین‌وزن جهان شد. تا قبل از پایان مسابقه، والکات با امتیازهای ۸–۴، ۷–۵ و ۷–۴ پیشتاز بود.
اولین دفاع او از مقامش یک سال بعد اتفاق افتاد. بازی برگشت در برابر والکات ۳۹ ساله، که این بار در دور اول او را ناک اوت کرد.
بعد، نوبت رولان لا استارزا (به انگلیسی: Roland La Starza) بود که مارچیانو را به چالش بکشد. مارچیانو پس از کسب برتری نسبی و کسب امتیازاتی از داوران، در راند یازدهم موفق به ناک اوت فنی رولان شد.
پس دو برد پیاپی دیگر طی دو مبارزه رفت و برگشت، مقابل قهرمان افسانه ای سنگین‌وزن سابق و نیمه سنگین جهان آزارد چارلز ۳۳ ساله (به انگلیسی: Ezzard Charles)، بدست آورد. او تنها بوکسوری است که توانسته ۱۵ راند در برابر مارچیانو بایستد. مارچیانو اولین مبارزه با آزارد را با امتیاز و دومی را با ناک اوت فنی در راند هشتم به دست آورد. سپس، مارچیانو با دان کوکل (به انگلیسی: Don Cockell) قهرمان انگلیس و اروپا دیدار کرد. مارسیانو با ناک اوت فنی در راند نهم، او را به خانه فرستاد.
آخرین دوره قهرمانی مارسیانو برابر ۲۱ سال سپتامبر ۱۹۵۵ مقابل آرچی مور (به انگلیسی: Archie Moore) 38 ساله بود. این مسابقه از اول قرار بود ۲۰ سپتامبر برگزار شود، اما به دلیل هشدارهای طوفان، یک روز به تعویق افتاد. در راند دوم، مارچیانو نزدیک بود با شمارش داور ناک اوت شود، اما با جمع و جور کردن خود توانست با ناک اوت کردن حریف در راند نهم، از عنوان قهرمانیش دفاع کند.
مارچیانو در ۲۷ آوریل ۱۹۵۶، در سن ۳۲ سالگی بازنشستگی خود را اعلام کرد. او کار خود را با ۴۹ پیروزی پیاپی و بدون باخت به پایان رساند.

## زندگی بعد از بوکس
زمانی که در ۲۶ ژوئن ۱۹۵۹ اینگمار جوهانسون (به انگلیسی: Ingemar Johansson) در مسابقات قهرمانی سنگین‌وزن جهان مقام سنگین‌وزن جهان را از فلوید پترسون (به انگلیسی: Floyd Patterson) گرفت، متوجه مارچیانو شده و او را به چالش کشید. مارچیانو پس از یک ماه تمرین و بعد از چهار سال دوری از تمرین و مبارزه، تصمیم گرفت که به این موضوع فکر نکند و دیگر هیچگاه به آن فکر نکرد.
بعد از بازنشستگی، مارچیانو وارد دنیای تلویزیون شد و اولین بار در فیلم Combat ظاهر شد! قسمت "Masquerade" و سپس در سال ۱۹۶۱ میزبان یک برنامه بوکس هفتگی در تلویزیون شد. برای مدت کوتاهی، او به عنوان داور فنی در کشتی کار کرد (مارسیانو یک کشتی‌گیر خوب در دوره دبیرستان بود). وی سالها به عنوان داور و مفسر بوکس در مسابقات بوکس فعالیت کرد. وی همچنین به عنوان شریک و نایب رئیس شرکت Papa Luigi Spaghetti Dens، یک شرکت تجاری مستقر در سانفرانسیسکو که توسط جو کرنس و جیمز برالی تشکیل شده بود. او خانه ای سفارشی در شماره ۶۴۱ خیابان NW 24 در ویلتون مانورس فلوریدا، حومه فورت لادردیل ساخت. این خانه همچنان تا سال ۲۰۱۸ باقی بود.
در اواخر ژوئیه ۱۹۶۹، اندکی قبل از مرگش، مارچیانو در فیلمبرداری فیلم برترین مسابقه: مارسیانو در مقابل علی (به انگلیسی: The Superfight: Marciano vs. Ali) شرکت کرد. فیلمبرداری این دو بوکسور به صورت حرفه‌ای انجام شدند، سپس فیلم ویرایش شد تا با یک شبیه‌سازی رایانه ای از یک فرضیه بین آنها، که هر کدام در ابتدای کار بودند، مطابقت داشته باشد. این برنامه در ۲۰ ژانویه ۱۹۷۰ پخش شد، در یک نسخه مارپچانو برنده شد و در نسخه دوم نیز محمد علی برنده شد.

## مرگ
در ۳۱ اوت ۱۹۶۹ (روز قبل از تولد ۴۶ سالگی)، مارچیانو سوار هواپیمای سسنا ۱۷۲ شخصی اش بود که به سمت دس ماینس، آیووا پرواز می‌کرد. شب هنگام و شرایط جوی نامساعد شده بود. خلبان گلن بلز، در کل ۲۳۱ ساعت سابقه پرواز داشت که ۳۵ ساعت آن در شب بود. بلز سعی کرد هواپیما را در یک فرودگاه محلی در خارج از نیوتن، آیووا فرود آورد، اما هواپیما دو مایل قبل از باند فرود به یک درخت برخورد کرد. مارچیانو در صندلی عقب، فرانکی فارل ۲۸ ساله، بزرگ‌ترین پسر لو فارل، بوکسور سابق بود که از کودکی مارچیانو را می‌شناخت. مارسیانو، بلز و فارل هر سه در اثر این سانحه کشته شدند.
در گزارش هیئت ایمنی حمل و نقل ملی آمده است: «خلبان اقدام به عملیاتی کرد که بیش از سطح تجربه و توانایی اش بود، پرواز با دید کم و شرایط نامساعد جوی و عدم آشنایی به منطقه». مارچیانو در راه سخنرانی برای حمایت از فرزند دوستش بود و یک جشن تولد غافلگیرکننده در انتظار او بود. او امیدوار بود که صبح زود برای جشن تولد ۴۶ سالگی اش نزد همسرش برگردد.
مارسیانو در گورستان فورست لاون در فورت لادردیل، فلوریدا به خاک سپرده شد. همسر وی باربارا مارچیانو پنج سال بعد از او در سن ۴۶ سالگی به علت سرطان ریه درگذشت و در کنار او به خاک سپرده شد.

## سوابق بوکس حرفه ای
| خلاصه بوکس حرفه‌ای |        |        |
| ۴۹ مبارزه         | ۴۹ بُرد | ۰ شکست |
| با ناک‌اوت         | ۴۳     | ۰      |
| با تصمیم داور     | ۶      | ۰      |

| No. | Result | Record | Opponent               | Type | Round, time   | Date            | Location                                             | Notes                                                |
| --- | ------ | ------ | ---------------------- | ---- | ------------- | --------------- | ---------------------------------------------------- | ---------------------------------------------------- |
| ۴۹  | Win    | ۴۹–۰   | Archie Moore           | KO   | 9 (15), ۱:۱۹  | ۲۱ سپتامبر ۱۹۵۵ | Yankee Stadium, New York City, New York, U.S.        | Retained NBA, The Ring and lineal heavyweight titles |
| ۴۸  | Win    | ۴۸–۰   | Don Cockell            | TKO  | 9 (15), ۰:۵۴  | ۱۶ مه ۱۹۵۵      | Kezar Stadium, San Francisco, California, U.S.       | Retained NBA, The Ring and lineal heavyweight titles |
| ۴۷  | Win    | ۴۷–۰   | Ezzard Charles         | KO   | 8 (15), ۲:۳۶  | Sep 17, 1954    | Yankee Stadium, New York City, New York, U.S.        | Retained NBA, The Ring and lineal heavyweight titles |
| ۴۶  | Win    | ۴۶–۰   | Ezzard Charles         | UD   | ۱۵            | Jun 17, 1954    | Yankee Stadium, New York City, New York, U.S.        | Retained NBA, The Ring and lineal heavyweight titles |
| ۴۵  | Win    | ۴۵–۰   | Roland La Starza       | TKO  | ۱1 (15)       | ۲۴ سپتامبر ۱۹۵۳ | Polo Grounds, New York City, New York, U.S.          | Retained NBA, The Ring and lineal heavyweight titles |
| ۴۴  | Win    | ۴۴–۰   | Jersey Joe Walcott     | KO   | 1 (15), ۲:۲۵  | ۱۵ مه ۱۹۵۳      | Chicago Stadium, Chicago, Illinois, U.S.             | Retained NBA, The Ring and lineal heavyweight titles |
| ۴۳  | Win    | ۴۳–۰   | Jersey Joe Walcott     | KO   | 13 (15), ۰:۴۳ | ۲۳ سپتامبر ۱۹۵۲ | Municipal Stadium, Philadelphia, Pennsylvania, U.S.  | Won NBA, The Ring, and lineal heavyweight titles     |
| ۴۲  | Win    | ۴۲–۰   | Harry Matthews         | KO   | 2 (10), ۲:۰۴  | Jul 28, 1952    | Yankee Stadium, New York City, New York, U.S.        |                                                      |
| ۴۱  | Win    | ۴۱–۰   | Bernie Reynolds        | KO   | 3 (10), ۲:۲۱  | ۱۲ مه ۱۹۵۲      | Auditorium, Providence, Rhode Island, U.S.           |                                                      |
| ۴۰  | Win    | ۴۰–۰   | Gino Buonvino          | KO   | 2 (10), ۱:۳۵  | ۲۱ آوریل ۱۹۵۲   | Auditorium, Providence, Rhode Island, U.S.           |                                                      |
| ۳۹  | Win    | ۳۹–۰   | Lee Savold             | RTD  | 6 (10), ۳:۰۰  | ۱۳ فوریه ۱۹۵۲   | Convention Hall, Philadelphia, Pennsylvania, U.S.    |                                                      |
| ۳۸  | Win    | ۳۸–۰   | Joe Louis              | TKO  | 8 (10)        | ۲۶ اکتبر ۱۹۵۱   | Madison Square Garden, New York City, New York, U.S. |                                                      |
| ۳۷  | Win    | ۳۷–۰   | Freddie Beshore        | KO   | 4 (10), ۰:۵۰  | ۲۷ اوت ۱۹۵۱     | Boston Garden, Boston, Massachusetts, U.S.           |                                                      |
| ۳۶  | Win    | ۳۶–۰   | Rex Layne              | KO   | 6 (10), ۰:۳۵  | Jul 12, 1951    | Madison Square Garden, New York City, New York, U.S. |                                                      |
| ۳۵  | Win    | ۳۵–۰   | Willis Applegate       | UD   | ۱۰            | ۳۰ آوریل ۱۹۵۱   | Auditorium, Providence, Rhode Island, U.S.           |                                                      |
| ۳۴  | Win    | ۳۴–۰   | Art Henri              | TKO  | 9 (10), ۲:۵۱  | ۲۶ مارس ۱۹۵۱    | Auditorium, Providence, Rhode Island, U.S.           |                                                      |
| ۳۳  | Win    | ۳۳–۰   | Harold Mitchell        | TKO  | 2 (10), ۲:۴۵  | ۲۰ مارس ۱۹۵۱    | Auditorium, Hartford, Connecticut, U.S.              |                                                      |
| ۳۲  | Win    | ۳۲–۰   | Keene Simmons          | TKO  | 8 (10), ۲:۵۴  | ۲۹ ژانویه ۱۹۵۱  | Auditorium, Providence, Rhode Island, U.S.           |                                                      |
| ۳۱  | Win    | ۳۱–۰   | Bill Wilson            | TKO  | 1 (10), ۱:۵۰  | ۱۸ دسامبر ۱۹۵۰  | Auditorium, Providence, Rhode Island, U.S.           |                                                      |
| ۳۰  | Win    | ۳۰–۰   | Ted Lowry              | UD   | ۱۰            | ۱۳ نوامبر ۱۹۵۰  | Auditorium, Providence, Rhode Island, U.S.           |                                                      |
| ۲۹  | Win    | ۲۹–۰   | Johnny Shkor           | TKO  | 6 (10), ۱:۲۸  | ۱۸ سپتامبر ۱۹۵۰ | Auditorium, Providence, Rhode Island, U.S.           |                                                      |
| ۲۸  | Win    | ۲۸–۰   | Gino Buonvino          | TKO  | 10 (10), ۰:۲۵ | Jul 10, 1950    | Braves Field, Boston, Massachusetts, U.S.            |                                                      |
| ۲۷  | Win    | ۲۷–۰   | Eldridge Eatman        | TKO  | 3 (10)        | ۵ ژوئن ۱۹۵۰     | Auditorium, Providence, Rhode Island, U.S.           |                                                      |
| ۲۶  | Win    | ۲۶–۰   | Roland La Starza       | SD   | ۱۰            | ۲۴ مارس ۱۹۵۰    | Madison Square Garden, New York City, New York, U.S. |                                                      |
| ۲۵  | Win    | ۲۵–۰   | Carmine Vingo          | KO   | 6 (10), ۱:۴۶  | ۳۰ دسامبر ۱۹۴۹  | Madison Square Garden, New York City, New York, U.S. |                                                      |
| ۲۴  | Win    | ۲۴–۰   | Phil Muscato           | TKO  | 5 (10), ۱:۱۵  | ۱۹ دسامبر ۱۹۴۹  | Auditorium, Providence, Rhode Island, U.S.           |                                                      |
| ۲۳  | Win    | ۲۳–۰   | Pat Richards           | TKO  | 2 (8), ۰:۳۹   | ۲ دسامبر ۱۹۴۹   | Madison Square Garden, New York City, New York, U.S. |                                                      |
| ۲۲  | Win    | ۲۲–۰   | Joe Dominic            | KO   | 2 (10), ۲:۲۶  | ۷ نوامبر ۱۹۴۹   | Auditorium, Providence, Rhode Island, U.S.           |                                                      |
| ۲۱  | Win    | ۲۱–۰   | Ted Lowry              | UD   | ۱۰            | ۱۰ اکتبر ۱۹۴۹   | Auditorium, Providence, Rhode Island, U.S.           |                                                      |
| ۲۰  | Win    | ۲۰–۰   | Tommy DiGiorgio        | KO   | 4 (10), ۲:۰۴  | ۲۶ سپتامبر ۱۹۴۹ | Auditorium, Providence, Rhode Island, U.S.           |                                                      |
| ۱۹  | Win    | ۱۹–۰   | Pete Louthis           | KO   | 3 (10)        | ۱۶ اوت ۱۹۴۹     | New Page Arena, New Bedford, Massachusetts, U.S.     |                                                      |
| ۱۸  | Win    | ۱۸–۰   | Harry Haft             | KO   | 3 (10), ۲:۲۱  | Jul 18, 1949    | Auditorium, Providence, Rhode Island, U.S.           |                                                      |
| ۱۷  | Win    | ۱۷–۰   | Don Mogard             | UD   | ۱۰            | ۲۳ مه ۱۹۴۹      | Auditorium, Providence, Rhode Island, U.S.           |                                                      |
| ۱۶  | Win    | ۱۶–۰   | Jimmy Evans            | TKO  | 3 (10)        | ۲ مه ۱۹۴۹       | Auditorium, Providence, Rhode Island, U.S.           |                                                      |
| ۱۵  | Win    | ۱۵–۰   | Jimmy Walls            | KO   | 3 (10), ۲:۴۴  | ۱۱ آوریل ۱۹۴۹   | Auditorium, Providence, Rhode Island, U.S.           |                                                      |
| ۱۴  | Win    | ۱۴–۰   | Artie Donato           | KO   | 1 (10), ۰:۳۳  | ۲۸ مارس ۱۹۴۹    | Auditorium, Providence, Rhode Island, U.S.           |                                                      |
| ۱۳  | Win    | ۱۳–۰   | Johnny Pretzie         | TKO  | 5 (10), ۱:۴۶  | ۲۱ مارس ۱۹۴۹    | Auditorium, Providence, Rhode Island, U.S.           |                                                      |
| ۱۲  | Win    | ۱۲–۰   | Gilley Ferron          | TKO  | 2 (6), ۲:۲۱   | ۱۴ دسامبر ۱۹۴۸  | Convention Hall, Philadelphia, Pennsylvania, U.S.    |                                                      |
| ۱۱  | Win    | ۱۱–۰   | James Patrick Connolly | TKO  | 1 (8), ۱:۵۷   | ۲۹ نوامبر ۱۹۴۸  | Auditorium, Providence, Rhode Island, U.S.           |                                                      |
| ۱۰  | Win    | ۱۰–۰   | Bob Jefferson          | TKO  | 2 (6), ۲:۳۰   | ۴ اکتبر ۱۹۴۸    | Auditorium, Providence, Rhode Island, U.S.           |                                                      |
| ۹   | Win    | ۹–۰    | Gilbert Cardone        | KO   | 1 (4), ۰:۳۶   | ۳۰ سپتامبر ۱۹۴۸ | Uline Arena, Washington, D.C., U.S.                  |                                                      |
| ۸   | Win    | ۸–۰    | Bill Hardeman          | KO   | 1 (6)         | ۲۰ سپتامبر ۱۹۴۸ | Auditorium, Providence, Rhode Island, U.S.           |                                                      |
| ۷   | Win    | ۷–۰    | Humphrey Jackson       | KO   | 1 (6), ۱:۰۸   | ۱۳ سپتامبر ۱۹۴۸ | Auditorium, Providence, Rhode Island, U.S.           |                                                      |
| ۶   | Win    | ۶–۰    | Jimmy Weeks            | TKO  | 1 (6), ۲:۵۰   | ۳۰ اوت ۱۹۴۸     | Auditorium, Providence, Rhode Island, U.S.           |                                                      |
| ۵   | Win    | ۵–۰    | Eddie Ross             | KO   | 1 (6), ۱:۰۳   | ۲۳ اوت ۱۹۴۸     | Auditorium, Providence, Rhode Island, U.S.           |                                                      |
| ۴   | Win    | ۴–۰    | Bobby Quinn            | KO   | 3 (4), ۰:۲۲   | ۹ اوت ۱۹۴۸      | Auditorium, Providence, Rhode Island, U.S.           |                                                      |
| ۳   | Win    | ۳–۰    | John Edwards           | KO   | 1 (4), ۱:۱۹   | Jul 19, 1948    | Auditorium, Providence, Rhode Island, U.S.           |                                                      |
| ۲   | Win    | ۲–۰    | Harry Bilazarian       | TKO  | 1 (4)         | Jul 12, 1948    | Auditorium, Providence, Rhode Island, U.S.           |                                                      |
| ۱   | Win    | ۱–۰    | Lee Epperson           | KO   | 3 (4), ۰:۴۲   | ۱۷ مارس ۱۹۴۷    | Valley Arena Gardens, Holyoke, Massachusetts, U.S.   |                                                      |